# Velivoli Caproni
Questa lista elenca tutti i velivoli prodotti dalla ditta Caproni e dalle sue consociate durante la loro attività.
I velivoli sono raggruppati ed ordinati in base alla loro designazione.

## Nota sulle designazioni adottate
Fino ai primi anni venti non esisteva internamente alla ditta Caproni un sistema fisso di designazione dei velivoli. In genere gli aerei e le differenti varianti erano classificati in base alla potenza complessiva installata.
Successivamente alla prima guerra mondiale, la Caproni adottò retroattivamente, un sistema di designazione basato su numerazione progressiva. Tale scelta consentiva una identificazione univoca, infatti il Regio Esercito, durante la prima guerra mondiale, quando mise in servizio i trimotori Caproni, adottò una numerazione progressiva a partire a 1, numerazione che si sovrapponeva a quella dei primi biplani pionieristici della ditta.
Si è qui adotta la designazione univoca adottata dalla Caproni a partire dagli anni venti.

## Velivoli

### Caproni (Taliedo): da Ca.1 a Ca.193
| Nome                     | Tipo                                                       | Note | Primo Volo |
| ------------------------ | ---------------------------------------------------------- | --- | ---------- |
| Ca.1                     | Biplano monomotore                                         | Ca.1 anche designazione Regio Esercito per il Ca.32 | 1910       |
| Ca.2                     | Biplano monomotore                                         | Ca.2 anche designazione Regio Esercito per gli ultimi 9 esemplari di Ca.3 |            |
| Ca.3                     | Biplano monomotore                                         | Ca.3 anche designazione Regio Esercito per il Ca.33 |            |
| Ca.4                     | Biplano monomotore                                         | Ca.4 anche designazione Regio Esercito per i Ca.40, Ca.41, Ca.42 e Ca.43 |            |
| Ca.5                     | Biplano monomotore                                         | Ca.5 anche designazione Regio Esercito per i Ca.44, Ca.45 e Ca.46 |            |
| Ca.6                     | Biplano monomotore                                         | | 1911       |
| Ca.7                     | Biplano monomotore                                         | |            |
| Ca.8                     | Monoplano monomotore                                       | | 1911       |
| Ca.9                     | Monoplano monomotore                                       | |            |
| Ca.10                    | Monoplano monomotore                                       | |            |
| Ca.11                    | Monoplano monomotore                                       | Primato italiano di velocità |            |
| Ca.12                    | Monoplano monomotore                                       | Primato mondiale di velocità Trasporto primo passeggero aprile 1912 al Lido di Venezia |            |
| Ca.13                    | Monoplano monomotore                                       | |            |
| Ca.14                    | Monoplano monomotore                                       | |            |
| Ca.15                    | Monoplano monomotore                                       | |            |
| Ca.16                    | Monoplano monomotore                                       | |            |
| Ca.18                    | Monoplano monomotore da osservazione                       | | 1913       |
| Ca.19                    | variante Ca.18                                             | |            |
| Ca.20                    | Monoplano monomotore da caccia                             | | 1914       |
| Ca.22                    | Monoplano monomotore sperimentale                          | realizzato in un unico esemplare a scopo di ricerca per studiare le caratteristiche di un velivolo dotato di ala ad incidenza variabile                                                   |            |
| Ca.24                    | variante Ca.18                                             | |            |
| Ca.25                    | monoplano monomotore con ala a parasole                    | Anche noto come Caproni Parasol |            |
| Ca.30                    | biplano trimotore da bombardamento                         | Rimasto allo stadio di progetto Designazione interna Caproni: 260 hp |            |
| Ca.31                    | biplano trimotore da bombardamento                         | | 1914       |
| Ca.32                    | biplano trimotore da bombardamento                         | versione di serie del Ca.31 Designazione interna Caproni: 300 hp Designazione Regio Esercito: Ca.1                                                                                        | 1915       |
| Ca.33                    | biplano trimotore da bombardamento                         | Designazione interna Caproni: 450hp Designazione Regio Esercito: Ca.3 | 1916       |
| Ca.34                    | variante Ca.33                                             | |            |
| Ca.35                    | variante Ca.33                                             | |            |
| Ca.36                    | evoluzione del Ca.33                                       | Designazione Regio Esercito: Ca.3mod |            |
| Ca.37                    | Biplano monomotore da attacco al suolo                     | |            |
| Ca.39                    | variante idrovolante Ca.33                                 | |            |
| Ca.40                    | Triplano trimotore da bombardamento                        | Designazione Regio Esercito: Ca.4 | 1916       |
| Ca.41                    | versione di serie del Ca.40                                | Designazione Regio Esercito: Ca.4 |            |
| Ca.42                    | variante Ca.41                                             | Designazione Regio Esercito: Ca.4 |            |
| Ca.43                    | variante idrovolante del Ca.41                             | Designazione Regio Esercito: Ca.4 |            |
| Ca.44                    | biplano trimotore da bombardamento                         | Designazione interna Caproni: 600hp Designazione Regio Esercito: Ca.5 | 1917       |
| Ca.45                    | variante Ca.44                                             | Designazione Regio Esercito: Ca.5 |            |
| Ca.46                    | variante Ca.44                                             | Designazione Regio Esercito: Ca.5 |            |
| Ca.47                    | versione idrovolante Ca.44                                 | |            |
| Ca.48                    | aereo di linea ricavato dai Ca.41/Ca.42                    | |            |
| Ca.50                    | aeroambulanza ricavata dai Ca.44                           | |            |
| Ca.51                    | versione ingrandita del Ca.41/Ca.42                        | |            |
| Ca.52                    | designazione alternativa Ca.42 destinati al RNAS           | |            |
| Ca.53                    | Triplano monomotore da caccia/ricognizione                 | | 1917       |
| Ca.56a                   | aereo di linea ricavato dai Ca.33                          | |            |
| Ca.57                    | aereo di linea ricavato Ca.44                              | Anche noto come Breda M.1 | 1919       |
| Ca.58                    | Ca.48 rimotorizzati                                        | |            |
| Ca.59                    | Ca.58 destinati all'esportazione                           | |            |
| Caproni Ca.60 Transaereo | Idrovolante a scafo, Triplo triplano in tandem ad 8 motori | | 1921       |
| Ca.61                    | Biplano trimotore da bombardamento                         | Ultimo sviluppo della serie Ca.33/Ca.44 |            |
| Ca.64                    | Monoplano da caccia monomotore                             | | 1924       |
| Ca.66                    | Biplano quadrimotore da bombardamento                      | | 1923       |
| Ca.67                    | Sviluppo del Ca.66                                         | |            |
| Ca.70                    | Biplano monomotore da caccia notturna                      | | 1925       |
| Ca.71                    | Variante Ca.70                                             | Anche noto come Ca.70L |            |
| Ca.73                    | Biplano bimotore da trasporto/bombardamento                | primo velivolo italiano realizzato con struttura interamente metallica | 1924       |
| Ca.74                    | variante Ca.73                                             | |            |
| Ca.79                    | biplano quadrimotore da bombardamento                      | Inquadrato nella 62ª Squadriglia "Bombardieri Giganti" |            |
| Ca.80                    | Designazione alternativa Ca.74                             | |            |
| Ca.82                    | Designazione alternativa Ca.73bis/ter                      | |            |
| Ca.88                    | Designazione alternativa variante Ca.73quater              | |            |
| Ca.89                    | Designazione alternativa variante Ca.73quaterG             | |            |
| Ca.90                    | biplano esamotore da bombardamento                         | Più grande biplano mai costruito Più grande aereo terrestre fino al 1934 Inquadrato nella 62ª Squadriglia "Bombardieri Giganti"                                                           | 1929       |
| Ca.95                    | monoplano trimotore da bombardamento                       | Inquadrato nella 62ª Squadriglia "Bombardieri Giganti" |            |
| Ca.97                    | monoplano da trasporto/bombardamento                       | Il Ca.97 venne realizzato in configurazione monomotore, bimotore, trimotore | 1927       |
| Ca.100                   | biplano monomotore biposto                                 | versione su licenza del de Havilland DH.60 Moth ampiamente modificata | 1929       |
| Ca.101                   | monoplano trimotore da trasporto/bombardamento             | | 1927       |
| Ca.102                   | versione bimotore del Ca.101                               | Dal Ca.102 venne derivato il Ca.102quater, quadrimotore da bombardamento |            |
| Ca.103                   | Evoluzione del Ca.73                                       | |            |
| Ca.105                   | Monoplano monomotore quadriposto                           | | 1931       |
| Ca.111                   | monoplano monomotore da bombardamento/ricognizione         | | 1932       |
| Ca.113                   | biplano monomotore biposto                                 | | 1931       |
| Ca.114                   | biplano monomotore da caccia                               | | 1933       |
| Ca.120                   | monoplano trimotore da bombardamento                       | |            |
| Ca.122                   | monoplano bimotore da trasporto/bombardamento              | |            |
| Ca.123                   | variante di linea del Ca.122                               | | 1930       |
| Ca.124                   | idrovolante monoplano monomotore da ricognizione           | |            |
| Ca.125                   | biplano monomotore biposto                                 | | 1934       |
| Ca.127                   | monoplano da ricognizione                                  | |            |
| Ca.132                   | monoplano trimotore da trasporto/bombardamento             | |            |
| Ca.133                   | monoplano trimotore da trasporto/bombardamento             | | 1934       |
| Ca.134                   | biplano monomotore da ricognizione                         | | 1937       |
| Ca.135                   | monoplano bimotore da bombardamento                        | Il progetto era della Cantieri Aeronautici Bergamaschi (CAB), ma portava la numerazione della casa madre in quanto costruito a Taliedo. (I CAB erano appartenevano alla serie dei Ca.300) | 1935       |
| Ca.142                   | variante Ca.133                                            | | 1935       |
| Ca.148                   | evoluzione del Ca.133                                      | |            |
| Ca.150                   | monoplano bimotore da caccia/assalto                       | Rimasto allo stadio di progetto (concorso ministeriale per bimotore da caccia, 1936) |            |
| Ca.161                   | variante d'alta quota del Ca.113                           | La potenziata variante Ca.161bis fu detentore del record di quota per aerei con motore a pistoni fino al 1995                                                                             | 1937       |
| Ca.162                   | monoplano bimotore da caccia/assalto                       | Rimasto allo stadio di progetto (concorso ministeriale per bimotore da caccia, 1936) |            |
| Ca.163                   | biplano monomotore biposto                                 | Prototipo del successo Ca.164 | 1938       |
| Ca.164                   | biplano monomotore biposto                                 | | 1938       |
| Ca.165                   | Biplano monomotore da caccia                               | | 1939       |
| Ca.183bis                | Caccia monoplano d'alta quota a propulsione mista          | Rimasto allo stadio di progetto; prevedeva un motore DB 605 azionante eliche controrotanti, ed un motogetto Campini basato su un radiale Fiat A.30                                        |            |
| Ca.193                   | monoplano bimotore per 5 passeggeri                        | | 1949       |

### Cantieri Aeronautici Bergamaschi (CAB):da Ca.300 a Ca.355
I velivoli dei Cantieri Aeronautici Bergamaschi, o semplicemente Caproni Bergamasca, erano numerati a partire da 300 (serie 300). Casi particolari: il Ca.301, meglio noto come A.P.1, ed il Ca.135.
| Nome                                   | Tipo                                                            | Note | Primo Volo |
| -------------------------------------- | --------------------------------------------------------------- | --- | ---------- |
| A.P.1                                  | monoplano motore da assalto                                     | Il progetto derivava da quello del caccia Ca.301                                                                                        | 1934       |
| Ca.135                                 | monoplano bimotore da bombardamento                             | Il progetto era della Cantieri Aeronautici Bergamaschi (CAB), ma portava la numerazione della casa madre in quanto costruito a Taliedo. | 1935       |
| Ca.301                                 | designazione interna A.P.1                                      | | 1934       |
| prototipo da caccia derivato dal A.P.1 | designazione alternativa C.P.1                                  | |            |
| Ca.305                                 | Designazione A.P.1bis                                           | |            |
| Ca.307                                 | A.P.1 con motori Alfa Romeo                                     | |            |
| Ca.308                                 | Designazione interna Caproni per gli A.P.1 destinati all'estero | La designazione venne poi "girata" al bimotore Ca.308 Borea                                                                             |            |
| Ca.308 Borea                           | monoplano bimotore da trasporto passeggeri                      | | 1935       |
| Ca.309 Ghibli                          | monoplano bimotore da trasporto/ricognizione                    | |            |
| Ca.310 Libeccio                        | monoplano bimotore da bombardamento/assalto/ricognizione        | |            |
| Ca.311                                 | monoplano bimotore da ricognizione/pattugliamento               | | 1939       |
| Ca.312                                 | monoplano bimotore da ricognizione/pattugliamento               | |            |
| Ca.313                                 | monoplano bimotore da ricognizione/pattugliamento               | | 1939       |
| Ca.314                                 |                                                                 | |            |
| Ca.316                                 | idrovolante monoplano bimotore da ricognizione/pattugliamento   | |            |
| Ca.331                                 | monoplano bimotore da caccia notturna/caccia pesante            | | 1940       |
| Ca.335 Maestrale                       | monoplano monomotore biposto da caccia e ricognizione           | Il progetto del velivolo venne ceduto alla ditta belga SABCA, che ne avviò la produzione come S 47                                      |            |
| Ca.355 Tuffo                           | monoplano monomotore da bombardamento in picchiata              | Il progetto derivava da quello del Ca.335 Maestrale                                                                                     | 1941       |
| Ca.380 Corsaro                         | caccia pesante monoplano bimotore                               | Rimasto allo stadio di progetto |            |

### Caproni Reggiane
I velivoli della Reggiane erano inizialmente numerati a partire da 400 (serie 400). La ditta adottò successivamente una designazione indipendente.
| Nome                  | Tipo                                         | Note | Primo Volo |
| --------------------- | -------------------------------------------- | --- | ---------- |
| Ca.400                | monoplano bimotore da bombardamento          | Il Ca.400 o P.32bis era uno sviluppo del Piaggio P.32. Il suo progettista, Giovanni Pegna si era trasferito infatti dalla Piaggio alla Caproni. |            |
| Ca.401                | monoplano bimotore da caccia/assalto         | Rimasto allo stadio di progetto (concorso ministeriale per bimotore da caccia, 1936)                                                            |            |
| Ca.405C "Procellaria" | monoplano bimotore da competizione           | Destinato alla Istres Damasco Parigi, non venne approntato in tempo Derivava da Piaggio P.32bis                                                 | 1937       |
| Re.2000               | monoplano da caccia monomotore               | | 1939       |
| Re.2001               | monoplano da caccia monomotore               | | 1940       |
| Re.2002               | monoplano da caccia monomotore               | | 1940       |
| Re.2003               | monoplano monomotore biposto da ricognizione | | 1941       |
| Re.2004               | monoplano da caccia monomotore               | variante del Re.2005 con motore Isotta Fraschini Z R.C.24/60, non completato                                                                    |            |
| Re.2005               | monoplano da caccia monomotore               | | 1942       |
| Re.2006               | monoplano da caccia monomotore               | Il prototipo venne completato, ma l'aereo non volò mai                                                                                          |            |
| Re.2006P              | monoplano postale monomotore                 | Progetto del 1945, derivato dal Re.2000 |            |
| Re.2006PP             | monoplano da trasporto monomotore            | Progetto del 1945, sei posti, originariamente denominato Re.2007                                                                                |            |
| Re.2006C              | monoplano da competizione monomotore         | Progetto del 1945, derivato del Re.2006 per le corse aeree americane, originariamente denominato Re.2008                                        |            |
| Re.2007               | Caccia a reazione con ala a freccia          | Falso creato negli anni sessanta |            |
| Re.2008               | Caccia a reazione con ala a freccia          | Falso creato negli anni sessanta |            |

### Caproni Vizzola
A differenza dei Cantieri Aeronautici Bergamaschi (CAB) e della Reggiane non era prevista una numerazione a tre cifre in cui la ditta era identificabile per la prima cifra. I prototipi di caccia della seconda guerra mondiale erano identificati dalla lettera F, dall'iniziale di uno dei progettisti, l'ingegner Fabrizi. Il C-22J, realizzato nel 1980, proseguiva la numerazione dei motoalianti da cui era stato derivato.
| Nome          | Tipo                                          | Primo Volo |
| ------------- | --------------------------------------------- | ---------- |
| Vizzola F.4   | monoplano monomotore da caccia                | 1939       |
| Vizzola F.5   | monoplano monomotore da caccia                | 1940       |
| Vizzola F.6   | monoplano monomotore da caccia                | 1941       |
| Vizzola C-22J | monoplano bireattore biposto da addestramento | 1980       |

### Kaproni Bulgarski
I velivoli della ditta erano designati dalla sigla KB, seguita da un numero progressivo, a partire dal KB 1, la versione del Ca.100 prodotta in Bulgaria. I modelli prodotti su licenza spesso avevano una motorizzazione differente da quella del modello originale.
| Nome                          | Tipo                                                                           | Primo Volo |
| ----------------------------- | ------------------------------------------------------------------------------ | ---------- |
| KB 1                          | variante prodotta su licenza del Ca.100                                        |            |
| KB 2                          | biplano monomotore derivato da Ca.113                                          |            |
| KB 3 Chuchuliga(*) I          | biplano monomotore biposto evoluzione del KB 2                                 | 1936       |
| KB 4 Chuchuliga II            | biplano monomotore biposto evoluzione del KB 3                                 | 1939       |
| KB 5 Chuchuliga III           | biplano monomotore biposto da ricognizione e bombardamento evoluzione del KB 3 |            |
| KB 6 Papagal(*)               | variante prodotta su licenza del Ca.309 Ghibli                                 |            |
| KB 11 Fazan(*)                | monoplano monomotore da ricognizione                                           | 1941       |
| designazione alternativa KB 6 |                                                                                |            |

(*) Chuchuliga, Papagal e Fazan in lingua bulgara significano rispettivamente: Allodola, Pappagallo e Fagiano.

### Caproni: altre designazioni
Qui di seguito sono riportati i prototipi realizzati dai diversi progettisti esterni al gruppo che utilizzarono la capacità tecnico-industriale della Caproni per vedere realizzati i loro progetti. Questi velivoli non avevano una designazione particolare. Sono stati ordinati in base all'anno del primo volo.
| Nome               | Tipo                                    | Note | Primo Volo |
| ------------------ | --------------------------------------- | --- | ---------- |
| Tricap             | monoplano monomotore biposto da turismo | Anche noto come Tricap Sauro 1 | 1932       |
| Stipa              | monoplano sperimentale                  | | 1932       |
| A.P.1              | monoplano motore da assalto             | Primo progetto indipendente dei Cantieri Aeronautici Bergamaschi. La sigla AP sta per Assaltatore Pallavicino, dal nome del suo progettista. | 1934       |
| C.H.1              | biplano monomotore da caccia            | | 1935       |
| Caproni-AV.I.S C.4 | monoplano da collegamento               | Costruito dalla Caproni-AV.IS (Avio Industrie Stabiensi) nel 1939                                                                            | 1939       |
| Campini C.C.2      | monoplano sperimentale                  | Anche noto come Campini-Caproni N°1 | 1940       |

La Aeroplani Caproni Trento realizzò un unico progetto originale nel secondo dopoguerra. La lettera F rappresenta l'iniziale del progettista del velivolo, Stelio Frati.
| Nome       | Tipo                               | Primo Volo |
| ---------- | ---------------------------------- | ---------- |
| Trento F.5 | monoplano a getto da addestramento | 1952       |

Durante la seconda guerra mondiale la Caproni sviluppò i progetti per dei bombardieri a lungo raggio, caratterizzati dalla numerazione 200.
| Nome   | Tipo                                                   | Note                            |
| ------ | ------------------------------------------------------ | ------------------------------- |
| Ca.204 | Monoplano trimotore da bombardamento a lungo raggio    | Rimasto allo stadio di progetto |
| Ca.205 | Monoplano quadrimotore da bombardamento a lungo raggio | Rimasto allo stadio di progetto |